# Vera-Ellen
Vera-Ellen (* 16. Februar 1921 in Norwood, Ohio, als Vera-Ellen Westmeyer Rohe; † 30. August 1981 in Los Angeles, Kalifornien) war eine US-amerikanische Schauspielerin, Tänzerin und Sängerin.

## Leben und Karriere
Ab ihrem zehnten Lebensjahr erhielt Vera-Ellen Rohe eine Tanzausbildung an der Hessler Dancing School und an der Serova School of Dancing in New York. Als Jugendliche gewann sie einen Talentwettbewerb beim Radio. Sie trat zunächst an kleineren Bühnen, in Nachtclubs und in Music Halls auf. 1939 debütierte sie am Broadway und feierte dort einige Erfolge in Musicals und Revuen wie By Jupiter.
1944 holte der Hollywood-Mogul Samuel Goldwyn Vera-Ellen zum Film und gab ihr eine größere Rolle in dem Danny-Kaye-Vehikel Der Wundermann, wo sie zu dem Song So in Love tanzt und steppt. Nach einer weiteren Danny-Kaye-Komödie, Der Held des Tages, fand die Künstlerin im Filmmusical ihre wahre Berufung. Dabei landete sie vor allem mit ihrer Rolle als Gene Kellys U-Bahn-Bekanntschaft Ivy Smith in Heut’ gehn wir bummeln einen großen Erfolg.
In den nächsten Jahren war Vera-Ellen an der Seite von Bing Crosby, Frank Sinatra oder Fred Astaire zu sehen. 1954 spielte sie in Weiße Weihnachten, dem damals kommerziell erfolgreichsten Film des Jahres, an der Seite von Crosby und Danny Kaye die weibliche Hauptrolle. Es war allerdings bereits ihr vorletzter Film, da sie im selben Jahr geheiratet hatte und Filmmusicals Mitte der 1950er-Jahre aus der Mode gerieten. Sie drehte noch einen letzten Film, die Komödie Die Frau meiner Sehnsucht, und absolvierte einige Fernsehauftritte, ehe sie sich ganz aus dem Showgeschäft zurückzog.
Ihr ist ein Stern auf dem Hollywood Walk of Fame (7083 Hollywood Blvd.) in der Kategorie Film gewidmet.

## Privatleben
Vera-Ellen war von 1945 bis 1946 mit Robert Hightower und von 1954 bis 1966 mit Victor Rothschild verheiratet, beide Ehen wurden geschieden. Sie war Mutter eines Kindes, das jedoch schon als Baby im Jahr 1963 einem plötzlichen Kindstod erlag. Nach diesem Schicksalsschlag zog sie sich für den Rest ihres Lebens aus dem öffentlichen Leben zurück. Zudem hatte sie zeitweise Probleme mit Magersucht. Vera-Ellen starb 1981 im Alter von 60 Jahren an einer Krebserkrankung. Ihr Grab liegt im Glen Haven Memorial Park in Sylmar, einem Stadtteil von Los Angeles.

## Filmografie
- 1945: Der Wundermann (Wonder Man)
- 1946: Der Held des Tages (The Kid from Brooklyn)
- 1946: Three Little Girls in Blue
- 1947: Karneval in Costa Rica (Carnival in Costa Rica)
- 1948: Words and Music
- 1949: Love Happy
- 1949: Heut’ gehn wir bummeln (On the Town)
- 1950: Drei kleine Worte (Three Little Words)
- 1951: Glücklich und verliebt (Happy Go Lovely)
- 1952: Die Schönste von New York (The Belle of New York)
- 1953: Madame macht Geschichte(n) (Call Me Madam)
- 1953: Big Leaguer
- 1954: Weiße Weihnachten (White Christmas)
- 1954: Lux Video Theatre (Fernsehserie, Folge 5x11)
- 1957: The Ford Television Theatre (Fernsehserie, Folge 5x25)
- 1957: Die Frau meiner Sehnsucht (Let’s Be Happy)